# Ectoedemia caradjai
Ectoedemia caradjai is een vlinder uit de familie dwergmineermotten (Nepticulidae). De wetenschappelijke naam is voor het eerst geldig gepubliceerd in 1944 door Groschke.
De soort komt voor in Europa.